# Nova (Rakete)
Die Nova ist eine in Entwicklung befindliche, zweistufige Trägerrakete des US-amerikanischen Unternehmens Stoke Space. Die Rakete soll vollständig wiederverwendbar sein und bis zu 5 t schwere Nutzlasten in niedrige Erdumlaufbahnen (LEO) befördern können.

## Technik
Bei beiden Stufen der Nova soll eine schnelle Wiederverwendbarkeit durch vertikale Landung auf der Erde erreicht werden. Die Erststufe soll sieben Flüssigkeitstriebwerke besitzen, die nach dem Hauptstromverfahren arbeiten und mit Flüssigerdgas (LNG) als Brennstoff und Flüssigsauerstoff (LOX) als Oxidator betrieben werden.
Die Zweitstufe verfügt über ein bisher einzigartiges Triebwerksdesign nach dem Aerospike-Prinzip, bei dem 30 einzelne Brennkammern ringförmig um einen metallischen Hitzeschild angeordnet sind. Das Triebwerk funktioniert nach dem Expanderverfahren und wird mit Flüssigwasserstoff (LH2) als Brennstoff und Flüssigsauerstoff als Oxidator betrieben. Die Brennkammern haben keine großen Schubdüsen, wie es bei Triebwerken von Raketenoberstufen üblich ist. Stattdessen fungiert ein konvex geformter Hitzeschild als zusätzliche Wirkfläche für den Druck des Abgasstrahls. Dadurch soll das Triebwerk während der Landezündung (bei dem in der Troposphäre herrschenden Luftdruck) ähnlich stabil und effizient funktionieren wie im annähernden Vakuum des Weltraums, statt auf eine der beiden Flugphasen spezialisiert zu sein. Der Hitzeschild wird beim Wiedereintritt durch den kryogenen Treibstoff aktiv gekühlt. Durch die Hitzeeinwirkung dehnt sich der Treibstoff aus, womit sich das Kühlsystem aufgrund des Expander-Bauweise selbst antreibt. Gleichzeitig wird der Treibstoff somit für die Brems- bzw. Landezündung der Triebwerke vorgewärmt.